# Ангел Антонов
Ангел Александров Антонов е български офицер, генерал-лейтенант.

## Биография
Роден е на 29 септември 1960 г. в София. През 1987 г. завършва магистратура по икономика в УНСС. През 1993 г. влиза в системата на МВР като оперативен работник в икономическа полиция към Първо РПУ в столицата. От 1997 г. е в Национална служба за борба с организираната престъпност, където достига до поста началник на сектор „Финансово-кредитна система и изпиране на пари“. През 2000 г. завършва Висшата школа по външноикономическа дейност и международно право, към Института за следдипломна квалификация при УНСС, а през 2010 г. защитава докторска дисертация на тема „Практики на незаконно финансиране в съвременната пазарна икономика“. От юни 2009 г. е заместник-директор на Главна дирекция „Криминална полиция“, а от 2010 и директор на дирекцията. Между 2012 и 2013 г. е директор на Главна дирекция „Национална полиция“. През 2013 г. става хоноруван преподавател в УНСС. С указ № 138 от 30 май 2014 г. генерал-лейтенант Ангел Антонов е назначен на длъжността началник на Националната служба за охрана. Остава на поста до 13 февруари 2018 г.

## Военни звания
- Генерал-лейтенант (2014)